# Sophia Latjuba
Sophia Inggriani Latjuba (ur. 8 sierpnia 1970 w Berlinie) – indonezyjska aktorka i piosenkarka.
Jej córką jest Eva Celia.
W 1994 r. otrzymała nagrodę BASF za album Hanya Untukmu.

## Filmografia
- Bilur-Bilur Penyesalan (1987)
- Rio Sang Juara (1989)
- Valentine Kasih Sayang Bagimu (1989)
- Ketika Cinta Telah Berlalu (1989)
- Pengantin (1990)
- Taksi Juga (1991)
- Catatan Si Boy V (1991)
- Kuldesak (1998)
- Tetangga Masa Gitu? (2014)
- Comic 8 Casino Kings: Part 1 (2015)
- Comic 8 Casino Kings: Part 2 (2016)
- Mereka Yang Tak Terlihat (2017)

## Dyskografia
- Senyum Yang Hilang
- Lihat Saja Nanti
- Hanya Untukmu
- Hold On
- Kabut Di Kaki Langit
- Tak Kubiarkan